# Langues en Italie
Les langues parlées en Italie sont, en plus de l'italien qui est la langue officielle et nationale, au nombre de treize qui ont un statut protégé par la loi. D'autres langues encore, comme les langues romanis, sont également parlées sur le territoire de la République italienne.

## Langue nationale

Fréquence d'utilisation des langues régionales en Italie (ISTAT, 2015).

En Italie, l'italien est la langue officielle par consuétude. La Constitution italienne n'apporte pas de précision à ce sujet, tandis que son Article 6 consacre la protection des minorités linguistiques à réaliser par le biais de dispositions spécifiques. De surcroît, les articles 3, 6 et 21 de la Constitution interdisent toute discrimination fondée sur la langue.
Seul le statut du Trentin-Haut-Adige, ayant valeur de loi constitutionnelle aux termes de l'Article 99 de la Constitution, emploie des termes explicites en prévoyant que « la langue italienne […] est la langue officielle de l'État ».
Toutefois, certaines dispositions législatives prescrivent l'usage de l'italien en tant que langue officielle de la République :
- L'article 1er, § 1 de la Loi ordinaire n° 482/1999[4] concernant la protection des minorités linguistiques lit :

« La langue officielle de la République est l'italien. »

- L'art. 122 du Code de procédure civile[5] dispose que :

« Durant tout le procès, l'usage de l'italien est prescrit. Lorsque doit être entendue une personne qui ne connaît pas l'italien, le juge peut nommer un interprète. Ce dernier, avant d'exercer ses fonctions, prête serment devant le juge afin d'accomplir fidèlement son office. »

- À l'instar de la procédure civile, l'article 109 du Code de procédure pénale[6] dispose que :

« Les actes de la procédure pénale sont établis en italien. »

## Langues régionales et minoritaires
De nombreuses langues régionales et nombreux dialectes locaux sont parlés sur le territoire italien, sachant que l'unification tardive a contribué en partie à leur persistance. D'autres phénomènes, tels que les migrations économiques intra-nationales et le développement des réseaux routiers et des médias, ont favorisé l'uniformisation linguistique du pays.
En tout état de cause, l'existence de ces langues et dialectes n'est pas perçue comme une menace à l'identité nationale italienne, mais, au contraire, comme un patrimoine culturel à préserver. Certaines de ces langues et dialectes, dont notamment le napolitain, sont reconnues comme des langues à part entière et parlées par des millions de personnes.

### Langues italo-romanes

#### Langues septentrionales

##### Gallo-italique
- piémontais
- lombard
- émilien-romagnol
- ligure

#### Italo-dalmate
- Toscan
  - Corse
  - Gallurais, continuum linguistique du corse en Sardaigne du Nord, proche du sartenais
  - Sassarais, transitionnel vers le sarde
- Dialectes médio-italiens
  - romanesque du Latium
  - parlers des Abruzzes
  - parlers d'Ombrie
  - parlers de Marches
- Dialectes méridionaux
  - Napolitain
  - Salentin
  - Calabrais
  - Sicilien
- Au nord de l'Adriatique : Vénitien

### Sarde
- Logoudorais
- Campidanais

### Langues rhéto-romanes
- Frioulan ou ladin oriental, et ses six dialectes : le frioulan central ou moyen, le frioulan carnique, le frioulan oriental, le frioulan occidental, l'agordino et l'atesino, principalement dans la région autonome du Frioul-Vénétie Julienne (provinces de Pordenone, d'Udine et de Gorizia), en Vénétie (Portogruaro) et dans la diaspora frioulane dans le monde.
- Ladin dolomitique, dans les provinces autonomes du Haut-Adige et du Trentin, et dans la province de Belluno (région de Cortina d'Ampezzo et du Cadore) en Vénétie.

### Famille occitano-catalane
- Occitan du Piémont, de Calabre (Guardia Piemontese) et de Ligurie.
- Catalan de Sardaigne (alghérois).

### Famille gallo-romane
- Français (coofficiel en Vallée d'Aoste).
- Francoprovençal en Vallée d'Aoste (dialecte valdôtain), dans les vallées arpitanes du Piémont (dialecte valsoanin, entre autres) et dans les colonies francoprovençales des Pouilles (dialecte faetar, entre autres).

### Langues germaniques

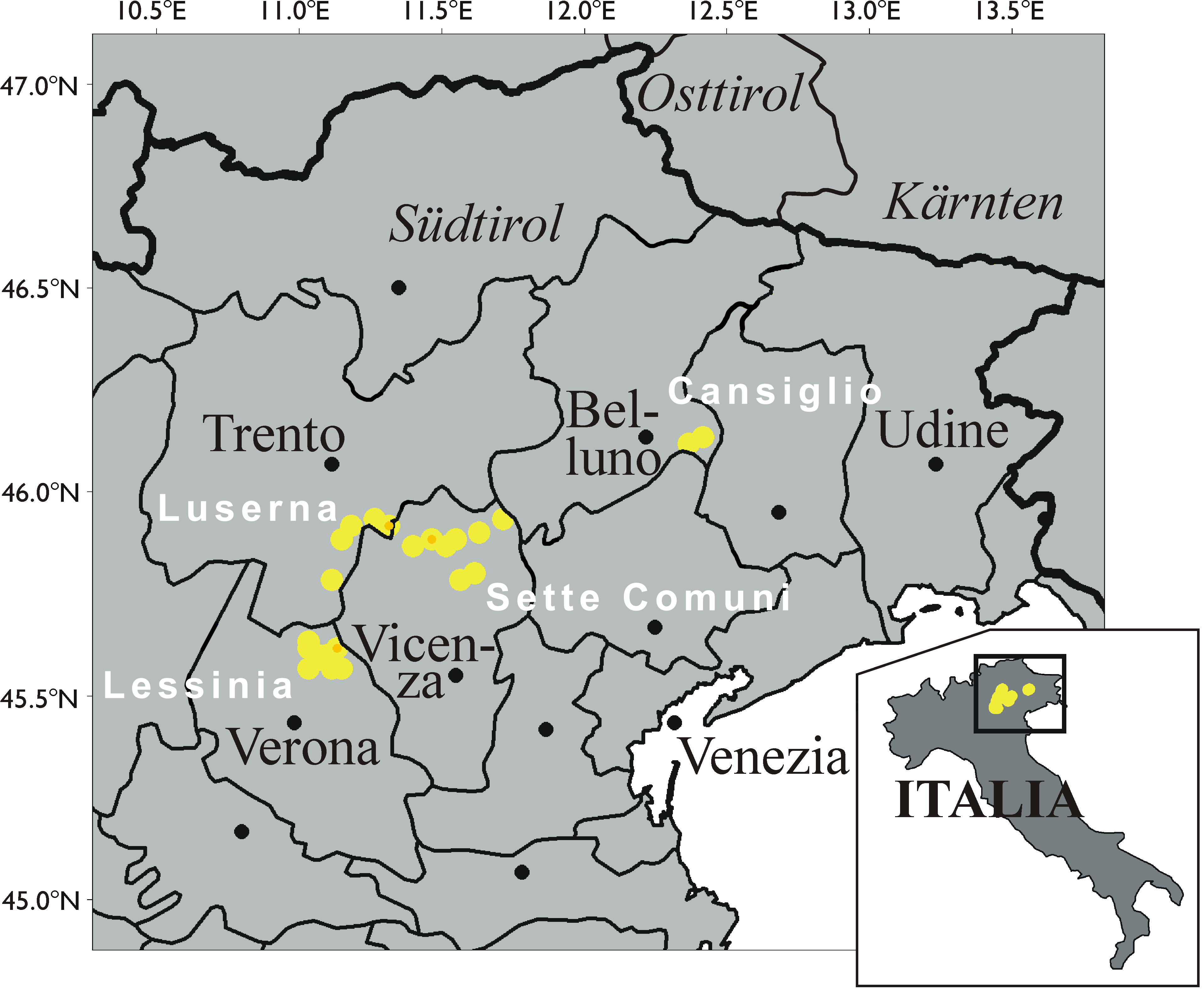
Distribution historique (jaune) et contemporaine (orange) des dialectes cimbres et mochènes

- Allemand (coofficiel dans la province autonome de Bolzano)
- dialectes austro-bavarois sud-tyroliens dans la province autonome de Bolzano et en Carnie, dans la province frioulane d'Udine
- dialectes haut-alémaniques waelser
  - parlers d'Issime (Töitschu), de Gressoney-Saint-Jean (Titsch) et de Gressoney-La-Trinité (Titsch) en Vallée d'Aoste (Vallée du Lys)
  - parler mochène (Province autonome de Trente)
  - parler cimbre (Provinces de Trente, de Vicence et de Vérone)
  - minorités walser du nord du Piémont

### Langues slaves
- Slovène (coofficiel dans certaines communes des provinces de Trieste, de Gorizia et d'Udine), et ses sept dialectes : le carinthien, le slovène du littoral, le slovène de Rovte, le haut-carniolien, le bas-carniolien, le styrien et le pannonnien
- Croate (usité encore à Montemitro, à Acquaviva Collecroce et à San Felice del Molise, en Molise).

### Famille hellénique

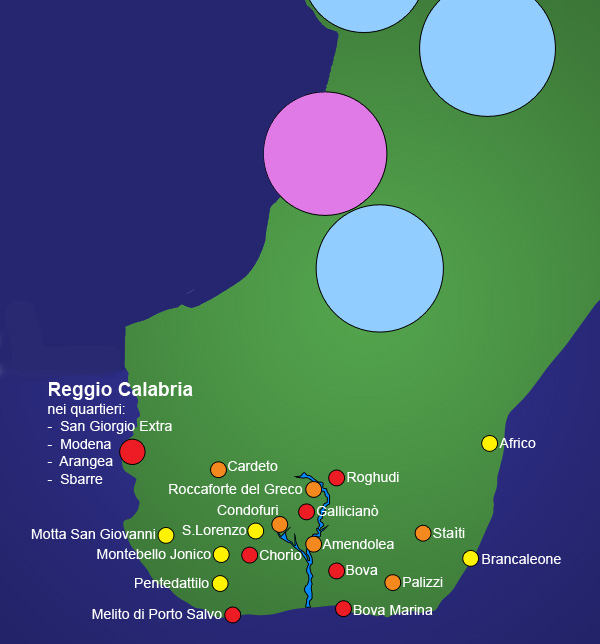
Aperçu diachronique de la diffusion du Griko calabrais. Bleu : jusqu'au XVe siècle, Violet : jusqu'au XVIe siècle, Jaune : jusqu'au XIXe siècle, Orange : jusqu'au XXe siècle, Rouge : situation présente de la langue

- Griko (en Calabre et dans les Pouilles)

### Albanais
- Arbëresh (groupe dialectal issu du tosque), dans les îlots linguistiques du Centre et du Sud de l'Italie et en Sicile.

## Statut des langues

Emprise géographique des minorités ethnolinguistiques déclarées au titre de la loi de 1999.

L'italien est la langue officielle dans tout le territoire national, mais la décentralisation très poussée en Italie permet aux régions et communes de prendre des mesures concrètes pour protéger, valoriser et promouvoir activement d'autres langues parlées sur leur territoire.
Deux langues bénéficient d'une co-officialité : le français dans la Vallée d'Aoste, et l'allemand dans la province autonome de Bolzano. Douze langues bénéficient d'une reconnaissance nationale conformément à la loi du 15 décembre 1999 qui incite les autorités locales à prendre des mesures concrètes : l'occitan vivaro-alpin, le francoprovençal, l'allemand, le français, le sarde, le slovène, le frioulan, le ladin, le croate, le grec, le catalan et l'albanais.
L'article 3 de la loi précise toutefois que c'est aux autorités locales (conseils provinciaux et municipalités) qu'incombe la responsabilité de prendre des mesures de protection et de délimiter l'emprise de leur effectivité. Dans les faits et conformément à l'article 13 de la loi, de nombreuses régions intègrent ces enjeux dans leurs statuts ou dans des lois régionales, qu'il s'agisse de régions autonomes comme la Sardaigne ou le Frioul-Vénétie Julienne, ou de régions à statut ordinaire comme le Molise, la Basilicate ou la Calabre. Ainsi, l'occitan est protégé dans certaines communes des Vallées occitanes du Piémont, le francoprovençal reconnu dans certaines communes du Piémont et dans presque toute la Vallée d'Aoste, l'allemand dans plusieurs secteurs alpins du nord du pays (quelques communes de la Vallée d'Aoste, du Frioul-Vénétie Julienne ou de Vénétie, le français dans certaines communes du Piémont, le sarde en Sardaigne, le slovène et le frioulan en Frioul-Vénétie Julienne, le ladin dans certaines communes du Trentin-Haut-Adige, le croate dans certaines communes du Molise, le grec dans certaines communes de Sicile et de Calabre, le catalan à Alghero et l'albanais dans plusieurs communes du sud de l'Italie et de Sicile.
L'Italie a signé mais n'a pas ratifié la Charte européenne des langues régionales ou minoritaires. Pour Giovanni Poggeschi, l'Italie protège fortement les minorités linguistiques liées à des nations voisines (slovènes, allemands, français), mais peu celles qui ne le sont pas (frioulans, albanais et grecs historiques).

## Galerie

Minorités ethnolinguistiques d'Italie officiellement reconnues
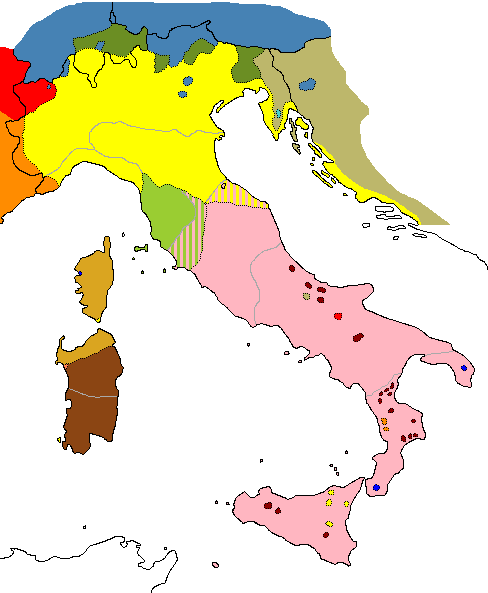
Langues régionales en Italie et en Corse selon Clemente Merlo et Carlo Tagliavini en 1939
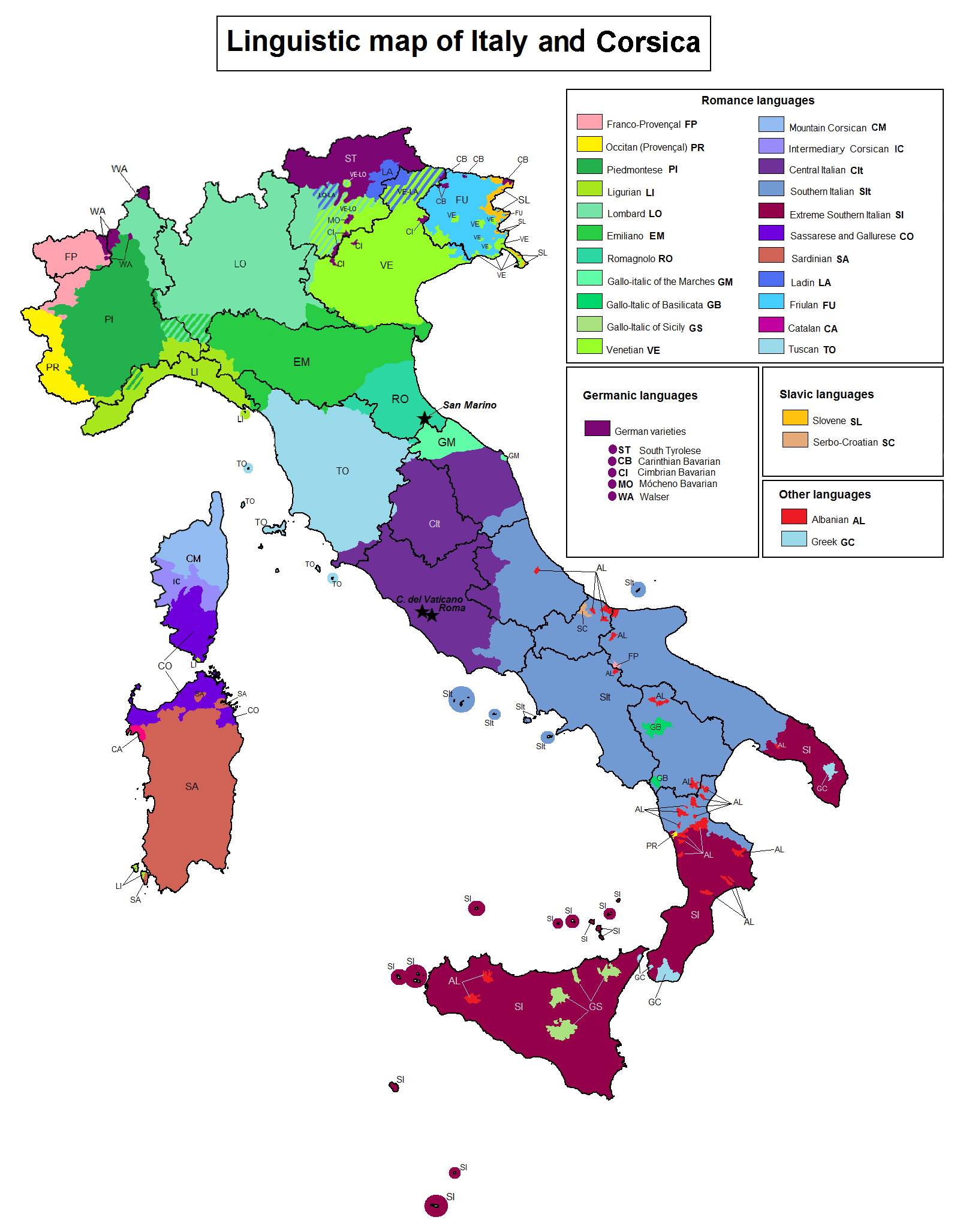
Langues et îles linguistiques d'Italie et de Corse
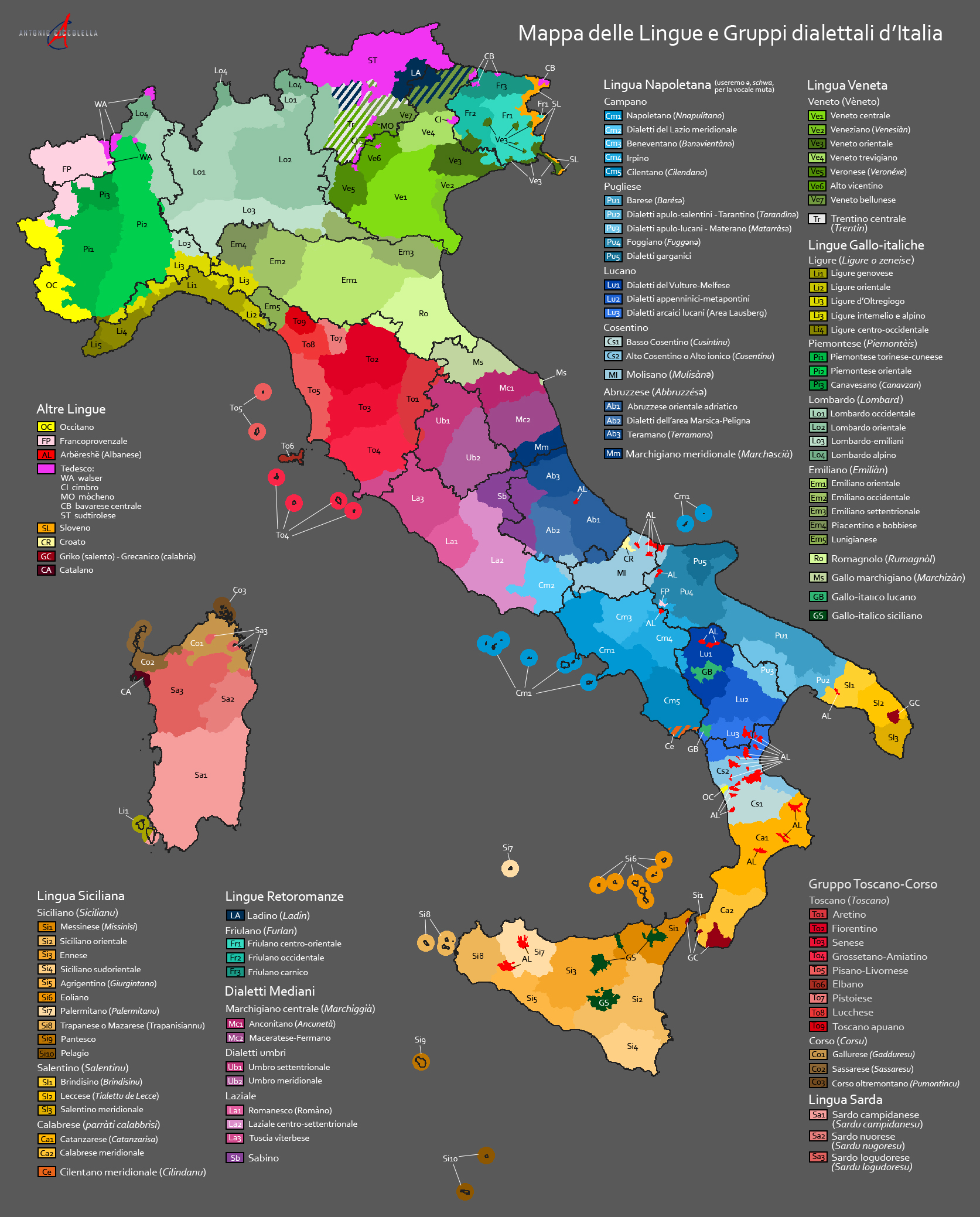
Langues d'Italie
Principaux groupes dialectaux d'Italie
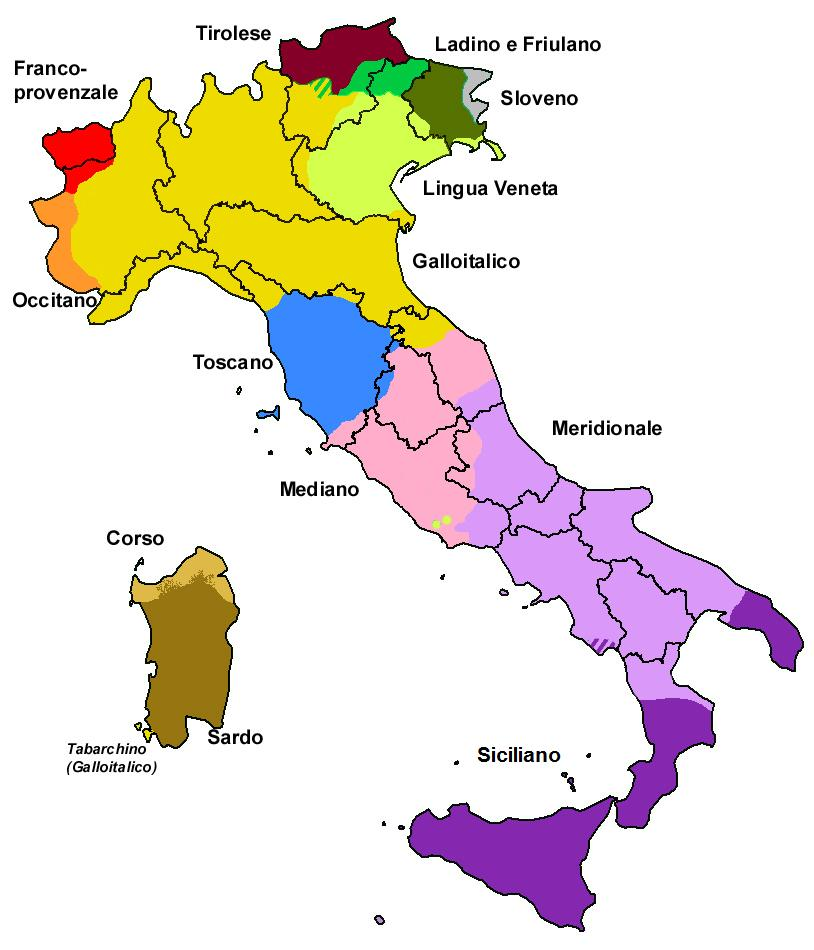
Principaux groupes linguistiques d'Italie
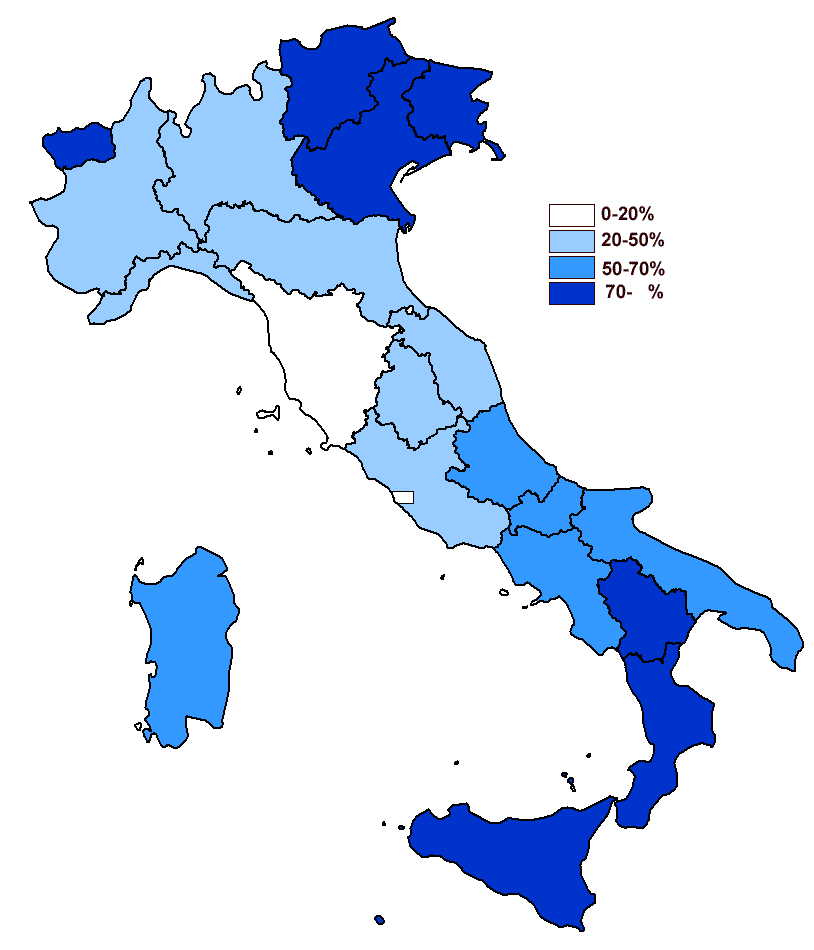
Pourcentage de personnes en Italie qui sont capables de parler une langue régionale (Doxa, 1982; Coveri, 1984)